# Pusztaszentmárton
Pusztaszentmárton (románul: Mărtinești, korábban Pusta-Sânmartin vagy Sânmartinul Deșert, helyi nevén Sărmăchinu) falu Romániában, Kolozs megyében.

## Fekvése
Kolozsvártól 12 km-re délkeletre fekszik.

## Története
1332-ben de Sancto Martino, 1348-ban Scentmartun, 1362-ben Zenthmarton, 1587-ben Kaposztas Zent Márton, 1760–1762-ben Puszta Szent Márton néven említették.
Eredetileg a Rődi-völgy és a Rákos-patak völgyének találkozásánál, a La beserica határrészben feküdt. Valószínűleg egészen az 1660-as években történt pusztulásáig magyar falu volt és azután települt újra mai helyén, román lakossággal. 1839-ben a báró Alvintzi család birtokolta.
A Kolozsvár–Torda főút mentén fekvő falurész, a Hármas (Trei Hanuri) onnan kapta nevét, hogy egykor három fogadó működött itt.

## Népessége
- 1900-ban 226 görögkatolikus román lakója volt.
- 2002-ben 383 lakosából 233 volt román, 109 cigány és 41 magyar nemzetiségű; 314 ortodox, 21 unitárius, 14 református, 13 baptista, 7 római katolikus és 6 pünkösdista vallású.